# Regidoria d'espectacles en viu

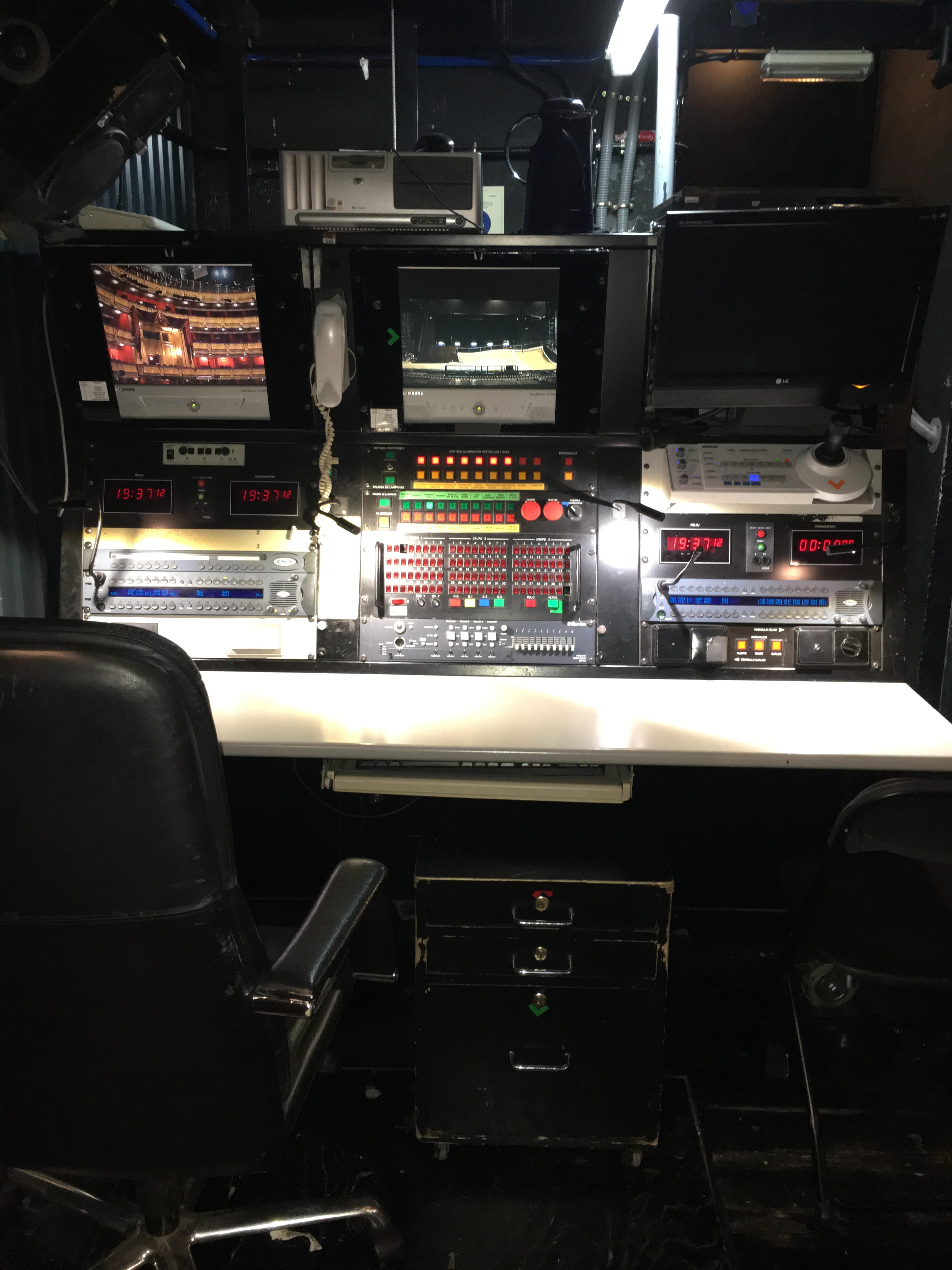
Taula de regidoria del Teatro Real de Madrid

La Regidoria d'espectacles en viu és un ofici del teatre. Regidor o regidora és la denominació que rep la persona responsable de l'organització dels moviments i efectes escènics disposats pel director d'escena, garantint la integritat artística de l'espectacle en totes les seves representacions. És considerada com la màxima autoritat a l'escenari i és responsable directa de l'espectacle una vegada aquest hagi començat.
Antigament el regidor assumia les funcions del traspunt o segon apunt, però avui en dia el seu càrrec configura el pas intermedi entre el director i la resta de l'equip tècnic.
El terme regidor prové del francès régisseur. Encara que les funcions que du a terme siguin les mateixes aquest terme no és utilitzat arreu. A la majoria de països de parla hispana la denominació que rep aquest càrrec és la de director d'escenari, als països de parla anglesa és el stage manager, a Alemanya és Inspizient i a Itàlia direttore di scena.

## Evolució històrica
Històricament la figura del regidor està lligada a la de l'apuntador. Al teatre grec trobem la figura del consueta (avui en dia apuntador), que era l'única figura tècnica ja que els artistes ho preparaven tot. Posteriorment sorgeix la figura de l'avisador, la funció del qual era fer tot allò que els artistes necessitessin o demanessin.
Fins a l'aparició de la posada en escena al segle xix el director d'escena era l'únic que tenia un càrrec extraliterari, ja que organitzava les tasques pràctiques. Arran de la introducció de la posada en escena i de la conseqüent necessitat de controlar globalment els medis artístics la funció del director d'escena es va dividir en director, com a responsable artístic, i en regidor, com a encarregat de l'escenari durant els assajos i les representacions.

### Evolució històrica a Espanya
A Espanya, entre els anys trenta i quaranta del segle xx, el consueta va passar a anomenar-se primer apunt (posteriorment apuntador) i l'avisador va passar a anomenar-se segon apunt o traspunt (posteriorment regidor). Inicialment les tasques del primer apunt eren més importants que les del traspunt, encara que amb el pas del temps les tasques i la categoria del traspunt van anar creixent.
El traspunt s'encarregava d'avisar els actors, de fer els sorolls i efectes necessaris per a un major enteniment de l'obra o de compondre la llista d'objectes d'utilleria que es necessitaven per l'espectacle.
Als anys cinquanta es van oficialitzar les definicions d'apuntador i regidor a través de l'ordenança laboral de locals d'espectacles. Als anys seixanta es produeixen molts canvis en el sector de l'espectacle a Espanya, i aquests d'alguna manera afecten el treball del regidor i l'apuntador. En aquesta dècada es comença a professionalitzar definitivament la part artística i es comencen a incorporar nous elements tècnics tant a la tramoia com a la il·luminació. En aquesta dècada la feina de l'apuntador va perdent importància, especialment a mesura que les companyies de teatre de repertori van decreixent.

## Tasques del regidor
En un espectacle en viu la persona regidora és l'encarregada de muntar l'obra seguint allò que ha estat acordat per la direcció essència i de dur a terme l'espectacle, prevenint i avisant als actors i tècnics de les seves respectives intervencions escèniques tot seguint les directrius especificades al llibret, l'escaleta o la partitura, en funció de si estan regint teatre de text, un esdeveniment, una òpera, dansa o circ. El regidor intervé a les tres fases de la producció, és a dir: preproducció, assajos i representació.

### Preproducció
En aquesta fase la tasca del regidor és l'estudi del projecte, la confecció del llibret i la preparació dels llistats de necessitats.

### Assajos
La fase d'assajos pot subdividir-se en: 
- Primers assajos: Acostumen a realitzar-se a una sala d'assajos. El regidor, en aquesta fase, entre altres tasques assisteix al director i als intèrprets amb l'utilleria, marca els temps d'assaig, anota entrades i mutis dels intèrprets, coordina i informa a la producció i direcció tècnica del desenvolupament dels assajos, coordina els assajos amb les proves de vestuari o realitza la citació diària dels assajos.[5]
- Assajos a l'escenari: En aquesta fase el regidor ja ocupa el seu lloc a l'escenari. Donarà les ordres de canvis de decorat, llums, efectes de so, les entrades d'actors i tot allò que s'hagi fixat en la primera fase d'assajos.

### Representació
Durant les representacions el regidor treballa conjuntament amb els tècnics. Cada dia comprova que tots els elements tècnics i humans estiguin preparats per a començar la representació i donarà els avisos d'inici de funció. Després, mitjançant el sistema d'intercomunicació anirà donant les prevencions i execucions pertinents perquè l'espectacle tingui lloc segons l'establert durant els assajos per la direcció escènica. En cas que hi hagi un imprevist la regidora és la persona encarregada de prendre les decisions pertinents per tal que no afecti (o ho faci en la menor manera possible) a la representació.